# François Marty

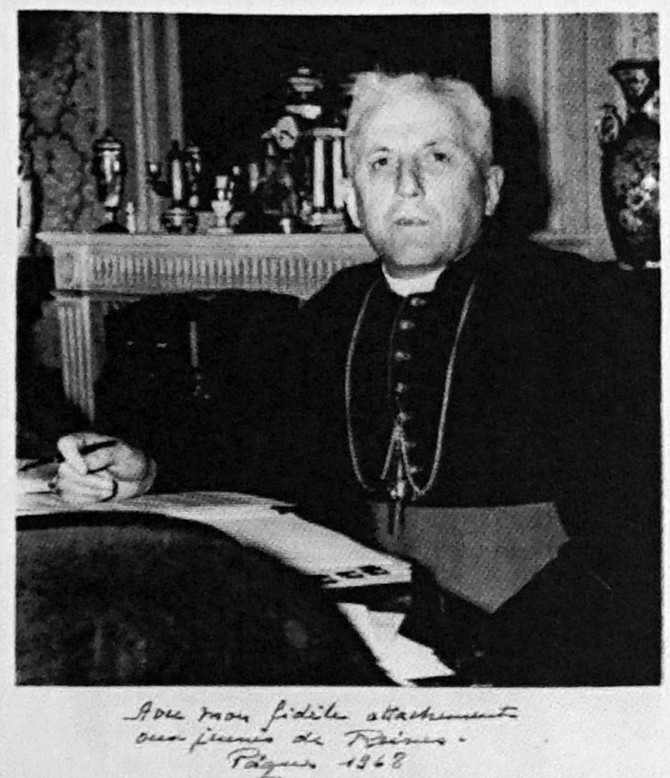
François Kardinal Marty (1968)

Martys Kardinalswappen

Gabriel Auguste François Kardinal Marty (François Kardinal Marty) (* 16. Mai 1904 in Vaureilles, Frankreich; † 16. Februar 1994 in Villefranche-de-Rouergue, Frankreich) war Bischof von Saint-Flour, später Erzbischof von Reims und Paris. Von 1969 bis 1975 war er Präsident der  Französischen Bischofskonferenz.

## Leben
François Marty empfing nach theologischen und philosophischen Studien in Rodez und Toulouse am 28. Juni 1930 das Sakrament der Priesterweihe. Anschließend arbeitete er bis 1951 in verschiedenen Gemeinden der Diözese Rodez als Seelsorger. 1951 wurde er Generalvikar von Rodez.
Papst Pius XII. ernannte Marty am 6. Februar 1952 zum Bischof von Saint-Flour. Die Bischofsweihe spendete ihm am 1. Mai desselben Jahres Marcel-Marie-Henri-Paul Dubois, Bischof von Rodez; Mitkonsekratoren waren Aimédée-Alexis-Marie Maisonobe, Bischof von Belley, und Alfred Coudere, Bischof von Viviers.
Am 14. Dezember 1959 ernannte ihn Papst Johannes XXIII. zum Titularerzbischof von Hemesa und Koadjutorerzbischof des Erzbistums Reims, dessen Leitung François Marty im Jahre 1960 übernahm. In den Jahren 1962 bis 1965 nahm er am Zweiten Vatikanischen Konzil teil. Dort arbeitete er an dem Dekret Presbyterorum ordinis mit. 1966 wurde er Präsident der Ständigen Kommission der Französischen Bischofskonferenz. Am 26. März 1968 ernannte ihn Papst Paul VI. zum Erzbischof von Paris, ein Jahr darauf nahm er ihn als Kardinalpriester mit der Titelkirche San Luigi dei Francesi in das Kardinalskollegium auf. Nach Erreichen der Altersgrenze legte er am 31. Januar 1981 das Amt des Erzbischofs von Paris nieder.
François Kardinal Marty starb am 16. Februar 1994 bei einem Autounfall in Villefranche-de-Rouergue. Auf eigenen Wunsch wurde er in Pachins neben dem Grab seiner Eltern beigesetzt.